# Paraná (Rio Grande do Norte)
Pour les articles homonymes, voir Parana.
Paraná est une municipalité de l'État du Rio Grande do Norte (Brésil).